# J. Randy Taraborrelli
John Randall Anthony Taraborrelli, más conocido como J. Randy Taraborrelli (29 de febrero de 1956) es un biógrafo, escritor y periodista estadounidense. 
Durante su carrera, Taraborrelli ha publicado biografías sobre celebridades y figuras políticas como: Diana Ross, Michael Jackson, Marilyn Monroe, la familia Kennedy, la Princesa Grace y el Príncipe Raniero, Madonna, Beyoncé, entre otras. Además contribuye en programas como Entertainment Tonight, Good Morning America, Today y algunos de la cadena CBS.